# 38. honvedska pehotna divizija (Avstro-Ogrska)
38. honvedska pehotna divizija (izvirno nemško 38. Honvéd-Infanterie-Division) je bila pehotna divizija avstro-ogrskega Honveda, ki je bila aktivna med prvo svetovno vojno.

## Poveljstvo
Poveljniki (Kommandanten)
- Johann Karg von Bebenburg: avgust - november 1914
- Paul von Nagy: november - december 1914
- Alexander Szurmay: december 1914 - januar 1915
- Stephan Bartheldy: januar - junij 1915
- Friedrich Csanády von Békés: junij 1915 - junij 1916
- Desiderius Molnár von Péterfalva: junij 1916 - november 1918